# Laguna Chaguitón
A  Laguna Chaguitón é um lago localizado na Guatemala. Localiza-se no departamento de Retalhuleu, Município de Retalhuleu.